# Struktura skały

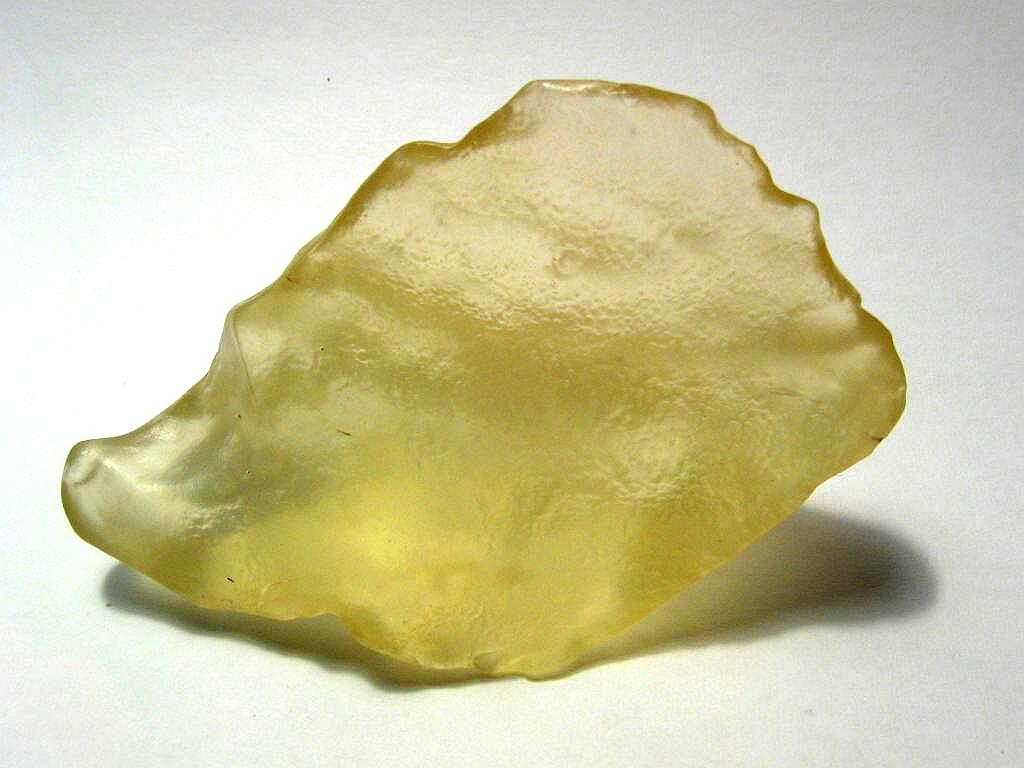
Struktura szklista, hialinowa

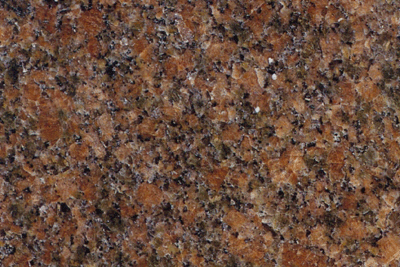
Struktura holokrystaliczna

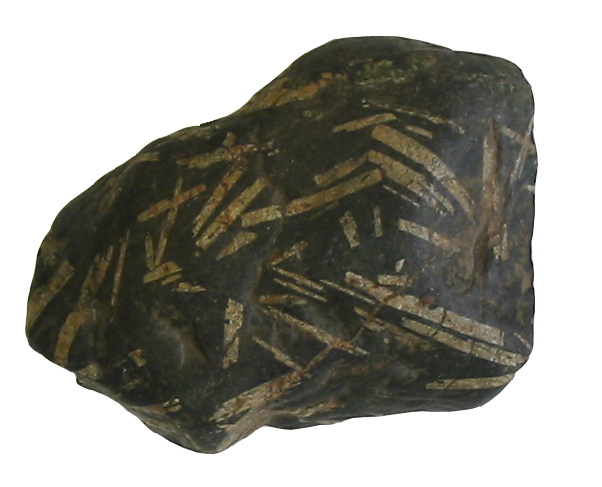
Struktura hipokrystaliczna

Struktura skały – sposób wykształcenia składników skały.
Dokładne określenie struktury skały pozwala często na ustalenie, jaką skałę określamy: magmową (głębinową, wylewną czy żyłową), osadową czy metamorficzną. Bez określenia struktury prawidłowe oznaczenie skały jest niemożliwe.

## Strukturaskał magmowych
Struktura obejmuje: stopień krystaliczności skały, wielkość i kształt jej składników oraz wzajemne stosunki między nimi. Ten zespół cech magmowych zależy przede wszystkim od warunków i szybkości krystalizacji magmy, w znacznie mniejszym stopniu od jej składu. Prawidłowość kształtu kryształów zależy od kolejności krystalizacji.

### Podział kryształów ze względu na stopień osiągnięcia własnej postaci
- kryształy automorficzne (idiomorficzne, euhedralne, własnokształtne) – wykształcone prawidłowo. Ich kształt (pokrój) odpowiada właściwej im postaci krystalograficznej.
- kryształy hipautomorficzne (hipidiomorficzne, subhedralne, na wpół własnokształtne) – mają kształt częściowo prawidłowy, właściwy swej postaci krystalograficznej; podczas gdy inne części tych samych kryształów mają zarys nieprawidłowy.
- kryształy ksenomorficzne (allotriomorficzne, anhedralne, obcokształtne) – ich kształt nie odpowiada ich postaci krystalograficznej.

### Rodzaje struktur skał magmowych

#### Podział ze względu na stopień krystaliczności skały
- struktura holokrystaliczna (pełnokrystaliczna) – wszystkie składniki skały są wykrystalizowane. Struktura ta świadczy, że warunki powstawania danej skały sprzyjały krystalizacji. Charakterystyczna jest więc dla skał głębinowych, często też występuje w żyłowych.
- struktura szklista (hialinowa, niekrystaliczna) – jest przeciwieństwem struktury pełnokrystalicznej. Skała o tej strukturze składa się w całości z bezpostaciowego szkliwa, pozbawionego zupełnie składników krystalicznych. Jest to więc przechłodzony stop, który z fizycznego punktu widzenia nie jest ciałem stałym, lecz ciekłym. Powstał w czasie gwałtownego stygnięcia i dlatego nie zdążył wydzielić kryształów, choć zgęstniał tak bardzo, że upodobnił się do ciała stałego. Skała należy do skał wylewnych, których zastyganie zachodzi bardzo szybko. Skały o strukturze szklistej zwane są szkliwami wulkanicznymi. Powstają z magm odznaczających się znaczną lepkością (czynnik ten utrudnia krystalizację). Stan szklisty jest nietrwały, z biegiem czasu następuje rekrystalizacja szkliw. w zespół drobnych kryształów. Polega ona na stopniowym przekształcaniu bezpostaciowego szkliwa w zespół drobnych kryształów. Okoliczność ta posłużyła jako podstawa dla podziału na starsze i młodsze skały wylewne – zwane skałami paleo- i neowulkanicznymi. Zasadnicza różnica polega na obecności szkliwa w skałach neowulkanicznych; w skałach paleowulkanicznych szkliwo uległo całkowitej rekrystalizacji – (podział ten nie ma jednak praktycznej wartości, ponieważ nie jest sprecyzowany wiekowo).
- struktura hipokrystaliczna (częściowo krystaliczna) – pośrednia pomiędzy ww. strukturami. W skałach o tej strukturze część składników wykształcona jest w postaci kryształów, obok nich występuje bezpostaciowe szkliwo skalne. Zachodzi tu pewne zróżnicowanie w wykształceniu składników skały, wywołane zmianą warunków krystalizacji w czasie zestalania magmy. Struktura ta występuje z reguły w skałach wulkanicznych.

#### Podział ze względu na wielkość składników struktury
- struktury fanerokrystaliczne (jawnokrystaliczne) – wszystkie kryształy można rozpoznać makroskopowo (są to zawsze struktury holokrystaliczne). Występowanie w skale struktury jawnokrystalicznej świadczy o dobrych warunkach krystalizacji, jakie mogą istnieć w czasie tworzenia się skał plutonicznych i żyłowych. Struktury jawnokrystaliczne możemy makroskopowo podzielić pod względem wzajemnych stosunków wielkości między kryształami na:
  - równokrystaliczne – w których minerały mają kryształy w przybliżeniu o jednakowej wielkości. Zależnie od przeciętnej wielkości tych kryształów można wśród tych struktur wydzielić:
    - grubokrystaliczne (przeciętne średnice ziaren mają co najmniej 5 mm),
    - średniokrystaliczne (ziarna od 2 do 5 mm),
    - drobnokrystaliczne (ziarna mniejsze od 2 mm). Struktury drobnokrystaliczne są zbliżone do struktur afanitowych

  - nierównokrystaliczne – w których kryształy różnią się wielkością. Struktury te możemy podzielić na dwie grupy.
    - struktury porfirowate – w których wielkość ziaren zmienia się stopniowo od największych do najdrobniejszych. Struktury te wskazują więc na stopniowe pogarszanie się warunków krystalizacji. Struktury porfirowate są charakterystyczne dla skał żyłowych, choć spotykane są i w skałach głębinowych.
    - struktury fanerokrystaliczno-porfirowe – w których ziarna pod względem rozmiarów dzielą się wyraźnie na dwie części: kryształy duże i małe, między nimi brak pośrednich. Struktura ta jest podobna do struktury porfirowej (stąd nazwa). Jest charakterystyczna dla niektórych skał żyłowych, rzadziej spotykana jest w skałach głębinowych.
- struktury afanitowe (niewidocznokrystaliczne) – są przeciwieństwem struktur jawnokrystalicznych. W skale o takiej strukturze nie można makroskopowo dostrzec kryształów, natomiast pod mikroskopem można obserwować drobniutkie kryształy i niekiedy szkliwo, często zrekrystalizowanie. Struktura ta świadczy o niesprzyjających warunkach krystalizacji i występuje w skałach wulkanicznych oraz w krzepnących płytko pod powierzchnią odmianach skał żyłowych.
- struktury porfirowe – są typem pośrednim pomiędzy strukturami jawnokrystalicznymi i skrytokrystalicznymi. W skałach o takiej strukturze występują kryształy widoczne makroskopowo, często mające znaczne rozmiary, rozrzucone w masie o strukturze afanitowej. Duże kryształy widoczne "gołym okiem" nazywamy fenokryształami lub prakryształami. Masę, w której one występują, nazywamy "tłem skalnym" lub "ciastem skalnym". Struktura porfirowa świadczy, że w czasie krzepnięcia magmy zaznaczyły się dwa oddzielne etapy krystalizacji. Początkowo, w sprzyjających krystalizacji warunkach głębinowych, wykrystalizowały prakryształy, potem, w niesprzyjających warunkach wulkanicznych pozostała część stopu zakrzepła na afanitowe tło skalne. Skały o strukturze porfirowej zostały ostatecznie uformowane w warunkach wulkanicznych.

Prakryształy mają często prawidłowe formy geometryczne, odpowiadające ich charakterystycznym postaciom. Czasem można dostrzec ślady obtopienia i korozji, co świadczy, że wykrystalizowały wcześniej od tła skalnego.
W niektórych skałach o strukturze jawnokrystalicznej można rozpoznać jeszcze inne, szczególne stosunki wzajemne składników mineralnych, które są określane mianem struktur specjalnych:
- struktura pismowa  – polega na tym, że kryształy skalenia są poprzerastane licznymi, prawidłowo zorientowanymi wrostkami kwarcu. Struktura taka jest wynikiem jednoczesnej krystalizacji skalenia i kwarcu. Przekroje wrostków kwarcowych przypominają pismo klinowe (stąd nazwa).
- struktura poikilitowa – występuje wówczas, gdy duże kryształy jednych minerałów są przetkane licznymi drobnymi różnie zorientowanymi kryształami innych minerałów. Świadczy to o tym, że małe kryształy jednych minerałów wydzieliły się wcześniej z magmy, a następnie zostały uwięzione w szybko rosnących kryształach innych minerałów.
- struktura ofitowa – występuje w skale, która składa się z wydłużonych kryształów plagioklazu o różnym położeniu a przestrzeń między nimi wypełniają ksenomorficzne ziarna piroksenu. Na przełamie skały widoczne są jasne listewki plagioklazu, które układają się w trójkątne zarysy, obejmujące ciemne ziarna piroksenu. Struktura ta jest charakterystyczna dla skały gabro.

## Struktura skał osadowych
Przez strukturę skały osadowej rozumie się kształt i wielkość składników budujących skałę.

### Podział okruchów ze względu na stopień ich obtoczenia
- okruchy kanciaste,
- okruchy słabo obtoczone,
- okruchy obtoczone,
- okruchy dobrze obtoczone nazywamy otoczakami.

Stopień obtoczenia okruchów określa się zazwyczaj w skali czterostopniowej przez porównanie badanych ziaren i okruchów do ziaren wzorcowych. Badając kształt otoczaków i okruchów staramy się określić, czy są one kuliste, dyskowate, wrzecionowate lub płasko-wydłużone. Ocenę kształtu można przeprowadzić najdokładniej, posługując się diagramem Zingga. W badanych otoczakach należy pomierzyć długość trzech osi wzajemnie do siebie prostopadłych. Oblicza się następnie wartość liczbową wyrażającą stosunki długości osi badanego otoczaka, pośredniej do najdłuższej i najkrótszej do pośredniej. Biorąc otrzymane wartości ilorazów można każdy otoczak przedstawić na wykresie w postaci punktu. Badania przeprowadza się na dużej ilości otoczaków, by wynik był reprezentatywny. Dane pozwalają nam określić w jakich warunkach tworzyła się skała.

### Strukturaskał okruchowychiilastych
W osadach mechanicznych (w skałach okruchowych i ilastych) rozróżnia się zależnie od rozmiarów ziaren następujące typy struktur. Podziału dokonano ze względu na rozmiary (frakcję) materiału okruchowego.
- psefitowa, czyli gruboziarnista lub żwirowa – ziarna powyżej 2 mm,
- psamitowa, czyli średnioziarnista lub piaskowa – ziarna od 2 do 0,1 mm,
- aleurytowa, czyli drobnoziarnista lub mułowa – ziarna od 0,1 do 0,01 mm,
- pelitowa, czyli iłowa – ziarna poniżej 0,01 mm. Struktura ta jest charakterystyczna dla mułków i lessów.

Do cech strukturalnych zalicza się też stopień selekcji (wysortowania) pod względem frakcji. Mówi się, że skała jest dobrze wyselekcjonowana pod względem frakcji, gdy składa się z okruchów lub ziaren jednej wielkości. Gdy w skład wchodzą różne frakcje, określamy je jako źle wyselekcjonowane. Przy opisie skały okruchowej stopień selekcji można scharakteryzować podając w przybliżeniu minimalne, maksymalne i średnie ziarna (ich wielkość i ilość w proporcjach ilościowych). W skałach luźnych, w sposób ścisły określa się wielkość ziaren za pomocą analizy sitowej.
Na podstawie kształtu ziaren mineralnych wyróżnia się następujące struktury:
- ziarnista o ostrych krawędziach
- ziarnista o krawędziach ogładzonych
- ziarnista i zarazem polerowana

Biorąc pod uwagę kształt ziaren mineralnych rozróżnia się następujące struktury:
- równoziarnista – gdy wszystkie ziarna są mniej więcej jednakowych rozmiarów,
- różnoziarnista – ziarna mineralne mają różne średnice.

### Struktura skał chemicznych i organicznych
W skałach pochodzenia chemicznego i organicznego na podstawie wielkości ziaren wyróżnia się następujące struktury:
- gruboziarnista – średnica ziaren powyżej 0,25 mm
- średnioziarnista – średnica ziaren 0,1-0,25 mm
- drobnoziarnista – średnica ziaren 0,05-0,1 mm
- bardzo drobnoziarnista – średnica ziaren mniejsza niż 0,05 mm

Podział struktur ze względu na kształt ziaren mineralnych:
- równoziarnista i różnoziarnista
- prawidłowo ziarnista i nieprawidłowo ziarnista
- oolitowa – występują w niej ziarna kuliste wielkości maku lub grochu, zbudowane ze współśrodkowo ułożonych warstewek kalcytu lub innego minerału dookoła jakiegoś ziarenka piasku lub okrucha muszli.
- blaszkowata – jest charakterystyczna dla skał zbudowanych z minerałów blaszkowatych
- włóknista – właściwa skałom zbudowanym z minerałów włóknistych.
- brekcjowa – występuje w skałach zbudowanych z ostrokrawędzistych okruchów lub odłamków skalnych, scementowanych jakimś spoiwem.

## Strukturaskał metamorficznych
Skały metamorficzne są zawsze w pełni krystaliczne, gdyż w procesach metamorfizmu składniki niekrystaliczne skał pierwotnych rekrystalizują, składniki krystaliczne – powiększają się, a minerały nowe są zawsze kryształami.
Kryształy rozwinięte w warunkach metamorficznych noszą nazwę blastów. Stąd wszystkie struktury tych skał określa się jako blastyczne lub krystaloblastyczne.
Struktury blastyczne można podzielić makroskopowo przede wszystkim z punktu widzenia bezwzględnej wielkości i stosunków wielkości blastów oraz pod względem pokroju blastów.
Podział blastów ze względu na stopień idiomorfizmu
- idioblasty – blasty wykształcone prawidłowo.
- ksenoblasty – blasty o wykształceniu nieprawidłowym.

- Przez analogię do skał magmowych, gdy bierzemy pod uwagę bezwzględną wielkość blastów, możemy mówić o strukturze: drobnoblastycznej, średnioblastycznej i gruboblastycznej. Przyjęto, że im silniejszy stopień metamorfozy, tym większe są rozmiary blastów.
- Gdy blasty są mniej więcej jednakowej wielkości strukturę nazywamy: homeoblastyczną, a heteroblastyczną gdy blasty są różnej wielkości. W strukturze heteroblastycznej jeden minerał często tworzy blasty znacznie większe od wszystkich pozostałych. Strukturę taką nazywamy porfiroblastyczną a wyróżniające się wielkością blasty – porfiroblastami.
- Pod względem pokroju blastów wyróżnia się strukturę granoblastyczną, w której blasty mają pokrój mniej więcej izometryczny; lepidoblastyczną, gdy przeważają blasty o pokroju płytkowym i nematoblastyczną, gdy większość blastów ma pokrój silnie wydłużony- słupkowy lub pręcikowy.

Bardzo częste są struktury mieszane, które określa się przez odpowiednią kombinację powyższych nazw. Na przykład struktura granolepidoblastyczna to taka struktura, w której blasty izometryczne i płytkowe występują mniej więcej w równej ilości, z pewną przewagą blastów izometrycznych; struktura lepidogranoblastyczna, przeciwnie, charakteryzuje się większą ilością blastów o pokroju płytkowym.
Struktura skały pierwotnej w wyniku metamorfozy ulega przemianom, niekiedy zachowują się pewne jej pozostałości czyli relikty. Struktury takie nazywamy reliktowymi. Strukturom tym nadaje się nazwy utworzone z przedrostka blasto- i nazwy struktury pierwotnej, np. struktura blastopsefitowa, s. blastoporfirowa